# Desiderius z Vienne
Svatý Desiderius z Vienne († 607) byl arcibiskup, kronikář a mučedník z města Vienne.

## Životopis
O jeho mládí se toho příliš neví. Roku 603 se dostal do konfliktu s franckou královnou Brunhildou, kterou dlouhou dobu kritizoval. Konflikt vyústil sesazením Desideria z funkce arcibiskupa. O čtyři roky později byl Desiderius z vyhnanství propuštěn a znovu jmenován arcibiskupem, protože ale i nadále kritizoval královnu, byl nakonec uvězněn a na příkaz burgundského krále Theudericha II. ukamenován.

## Úcta
Je uctíván jako svatý v římskokatolické církvi, jeho svátek připadá na 26. května. Ve východní pravoslavné církvi se jeho svátek slaví 23. května.  